# Oboronprom
OPK Oboronprom (russisch ОПК Оборонпром, englisch Oboronprom United Industrial Corporation) ist eine russische Beteiligungsgesellschaft. Oboronprom ist ein 100%iges Tochterunternehmen der Rostec.

## Geschichte
Das Konsortium wurde 2002 gegründet, um ein russisches Gegengewicht zur europäischen EADS zu bilden. Speziell auf dem Weltmarkt für Hubschrauber soll der Zusammenschluss der Hersteller Mil und Kamow (Russian Helicopters) dem französisch-deutschen Hersteller Eurocopter Konkurrenz machen.

## Internationale Sanktionen
Im März 2022 wurde Oboronprom auf eine Sanktionsliste der Europäischen Union gesetzt.